# Nauan-Chasiret-Moschee
Die Nauan-Chasiret-Moschee (kasachisch Науан Хазірет мешіті Nauan Hazıret meşıt, russisch Мечеть Науан Хазрет) ist die größte Moschee der kasachischen Stadt Kökschetau.

## Geschichte
Nach der Grundsteinlegung im März 2010 kamen die Bauarbeiten wegen Geldmangels zunächst schleppend voran. Schließlich wurden Spenden von Privatpersonen wie von den lokalen Behörden in Höhe von insgesamt 1,5 Milliarden Tenge ausgegeben.
Die Eröffnung der Moschee erfolgte am 16. September 2015 anlässlich des 550. Jahrestages der Gründung des kasachischen Khanats unter Beteiligung von Jerschan Majamerow, dem obersten Mufti von Kasachstan und Vorsitzenden der Spirituellen Verwaltung der Muslime in Kasachstan, und Sergei Kulagins, Äkim des Gebietes Aqmola. Benannt wurde sie nach Nauan Chasiret (1843–1916), einem ehemaligen örtlichen religiösen Führer. Die bisherige Moschee der Stadt, die diesen Namen trug, wurde stattdessen in Schaqija-Qaschy-Moschee umbenannt.

## Architektur
Die Moschee hat eine Grundfläche von 5137 Quadratmetern und ist ausgelegt für 1200 Personen. Sie verfügt über vier Minarette mit einer Höhe von jeweils 45,5 Metern. Diese sind, ebenso wie die Fassade der Moschee, mit dem Kalkstein Ağlay verkleidet. Dieser wird auf der Halbinsel Abşeron abgebaut und wurde aus Aserbaidschan importiert. Auf der Moschee befindet sich eine goldene Kuppel mit einem Durchmesser von zwölf Metern sowie sechs kleine Kuppeln.
Im Inneren gibt es im Erdgeschoss eine Gebetshalle für Männer mit 1000 Plätzen. Im zweiten Stock befindet sich der Gebetsraum für Frauen. Zusätzlich gibt es einen Konferenzraum, einen Raum für Hochzeitszeremonien, Säle zum Lesen des Korans, Büros, eine Bibliothek, einen Speisesaal für 350 Personen und Räume für die Waschung.